# 弗朗西斯格里高利鄰里圖書館

弗朗西斯格里高利鄰里圖書館位於美國華盛頓特區內，是哥倫比亞特區公共圖書館的其中一個分館。

## 历史
圖書館原建築建於1961年，後來圖書館在原址拆卸重建，於2012年6月9日重新開放。新建的圖書館是一座環境友善的建築，除設計上採用大量天然光，還安裝了大量的節能裝置，連建築材料都是在地採購。